# Masahisa Sadanaga
Masahisa Sadanaga (貞永方久, Sadanaga Masahisa) est un réalisateur japonais, né à Shinkyō ou Xīnjīng (新京, capitale du Mandchoukouo, aujourd'hui Changchun en république populaire de Chine) le 22 septembre 1931 et mort le 14 juillet 2011 à Yokohama au Japon.

## Biographie
Masahisa Sadanaga fait ses études à l'université de Kyūshū.
Il a réalisé dix-neuf films et écrit neuf scénario entre 1968 et 1997.

## Filmographie partielle
- 1968 : Entendre la chanson de la vengeance (復讐の歌が聞える, Fukushū no uta ga kikoeru?) co-réalisé avec Shigeyuki Yamane
- 1971 : Kuro no shamen (黒の斜面?)
- 1971 : Sitto (嫉妬?)
- 1972 : Kage no tsume (影の爪?)
- 1974 : Hissatsu shikake-nin: Shunsetsu shikake-bari (必殺仕掛人 春雪仕掛針?)
- 1974 : Nagare no fu: Daiichibu dōran, dainibu yoake (流れの譜 第一部動乱 第二部夜明け?)
- 1974 : Mesu (メス?)
- 1975 : Kyūkei no kōya (球形の荒野?)
- 1977 : Sabita honō (錆びた炎?)
- 1978 : Yoru ga kuzureta (夜が崩れた?)
- 1984 : Hissatsu ! (必殺 !?)
- 1996 : Ryōkan (良寛?)

## Récompenses et distinctions
- 1996 : Prix de la meilleure contribution artistique au festival international du film de Tokyo pour Ryōkan